# Gai Norbà
Gai Norbà (en llatí Caius Norbanus) va ser un magistrat romà que va viure als segles II i I aC.
Va ser tribú de la plebs l'any 95 aC quan va acusar Quint Servili Cepió de majestas per un robatori al temple de Tolosa en el seu consolat (106 aC) i es deduïa que aquest sacrilegi havia comportat la destrucció de l'exèrcit romà pels cimbres el 105 aC. El senat va procurar la seva absolució, però malgrat els seus esforços i la poderosa defensa portada a terme per Luci Licini Cras, que llavors era cònsol, va provocar la condemna per part del poble i enviat a l'exili a Esmirna.
Els disturbis que es van produir durant el procés van permetre el processament de Norbà quan va acabar el seu període i havia perdut la immunitat i va ser acusat de majestas sota la Lex Apuleia de majestatis. Va ser defensat per Marc Antoni l'orador, sota el qual Norbà havia servit anteriorment de qüestor, i acusat per Publi Sulpici Ruf. Finalment Norbà va ser absolt.
L'any 90 aC va ser pretor i el 89 aC propretor a Sicília, durant la guerra social, però no es van produir incidents en aquella illa. L'any 88 aC va anar en ajut de la ciutat de Rhègion que estava a punt de caure en mans dels samnites i italians que planejaven envair Sicília aprofitant els disturbis a Roma. A la guerra civil va ser partidari de Gai Mari i elegit cònsol l'any 83 aC amb Luci Corneli Escipió Asiàtic, any en què Sul·la va creuar de Grècia a Itàlia i va passar de Brundusium a la Campània on l'esperava Norbà a la riba del Volturnus i al peu de la muntanya Tifata, no lluny de Càpua. Inicialment, Sul·la va enviar emissaris a Norbà per tal de no entrar en enfrontaments, i amb la missió secreta de comprovar les defenses de l'exèrcit enemic, però els soldats de Norbà van veure les intencions i els van fer fora del campament. Va seguir una batalla en la qual les tropes acabades de reclutar de Norbà res van poder fer contra els veterans de Sul·la i van fugir en totes direccions. Norbà no els va poder tornar a reunir fins a l'arribada a Càpua. Uns sis o set mil soldats de Norbà van morir mentre Sul·la només va perdre 70 homes. La batalla la situa Appià a Canusium, però probablement és un error per Casilínum a la vora del Volturnus.
L'any 82 aC Norbà es va reunir amb el cònsol Papiri Carbó a la Gàl·lia Cisalpina, però els dos exèrcits units van ser derrotats per Quint Cecili Metel Pius Escipió. A això van seguir desercions en nombre importants entre els seus rangs. Albinovà, comandant d'Ariminium, va convidar Norbà i als principals caps populars a un banquet. Norbà va sospitar una traïció i no hi va anar, però els altres van acceptar i efectivament van ser assassinats.
Norbà va fugir d'Itàlia cap a  Rodes, però quan Sul·la en va demanar l'extradició es va suïcidar al mig de la plaça del mercat, mentre el govern rodi analitzava que havia de fer.